# التقسيم الإداري في المملكة المتحدة

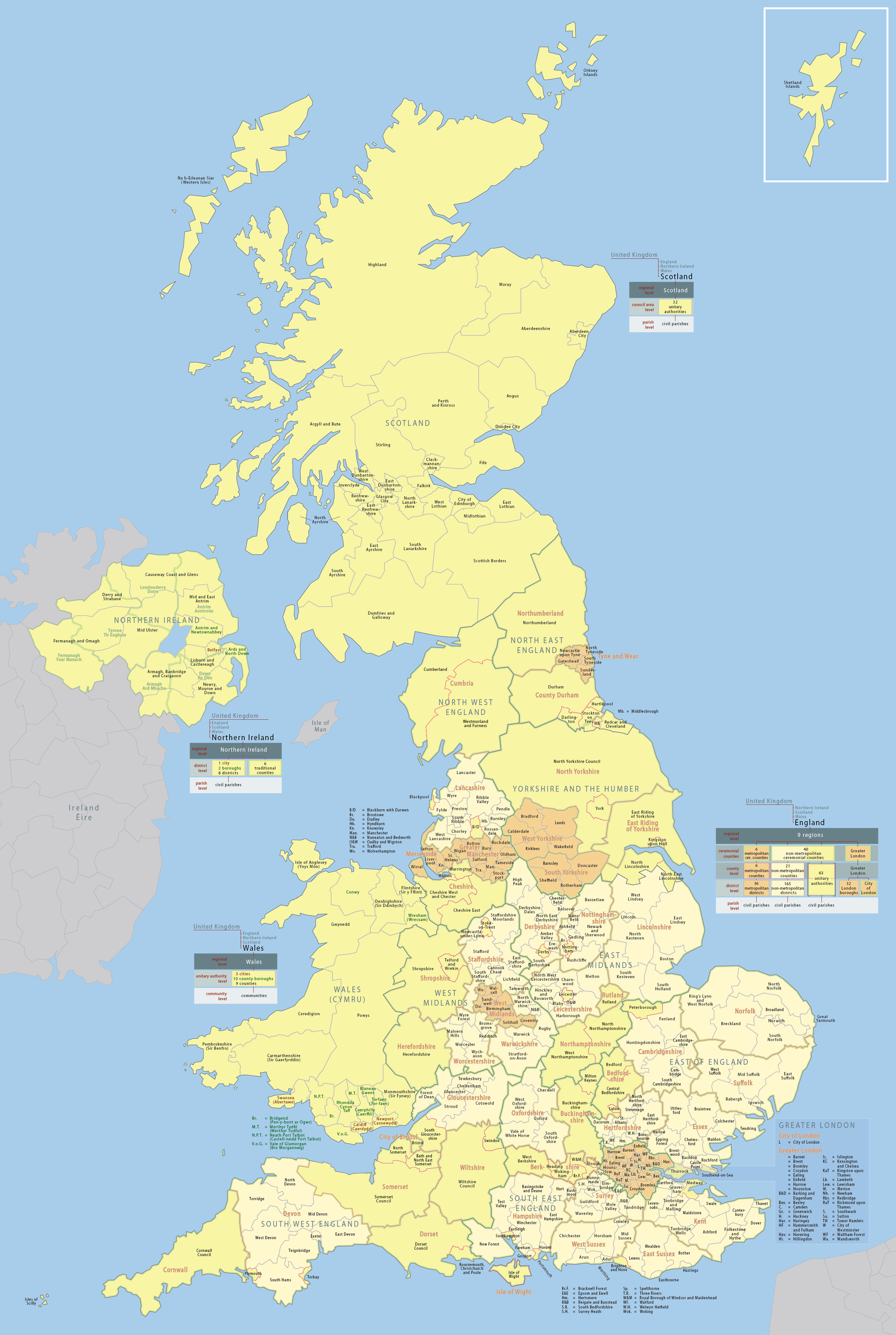
الوحدات الإدارية للمملكة المتحدة

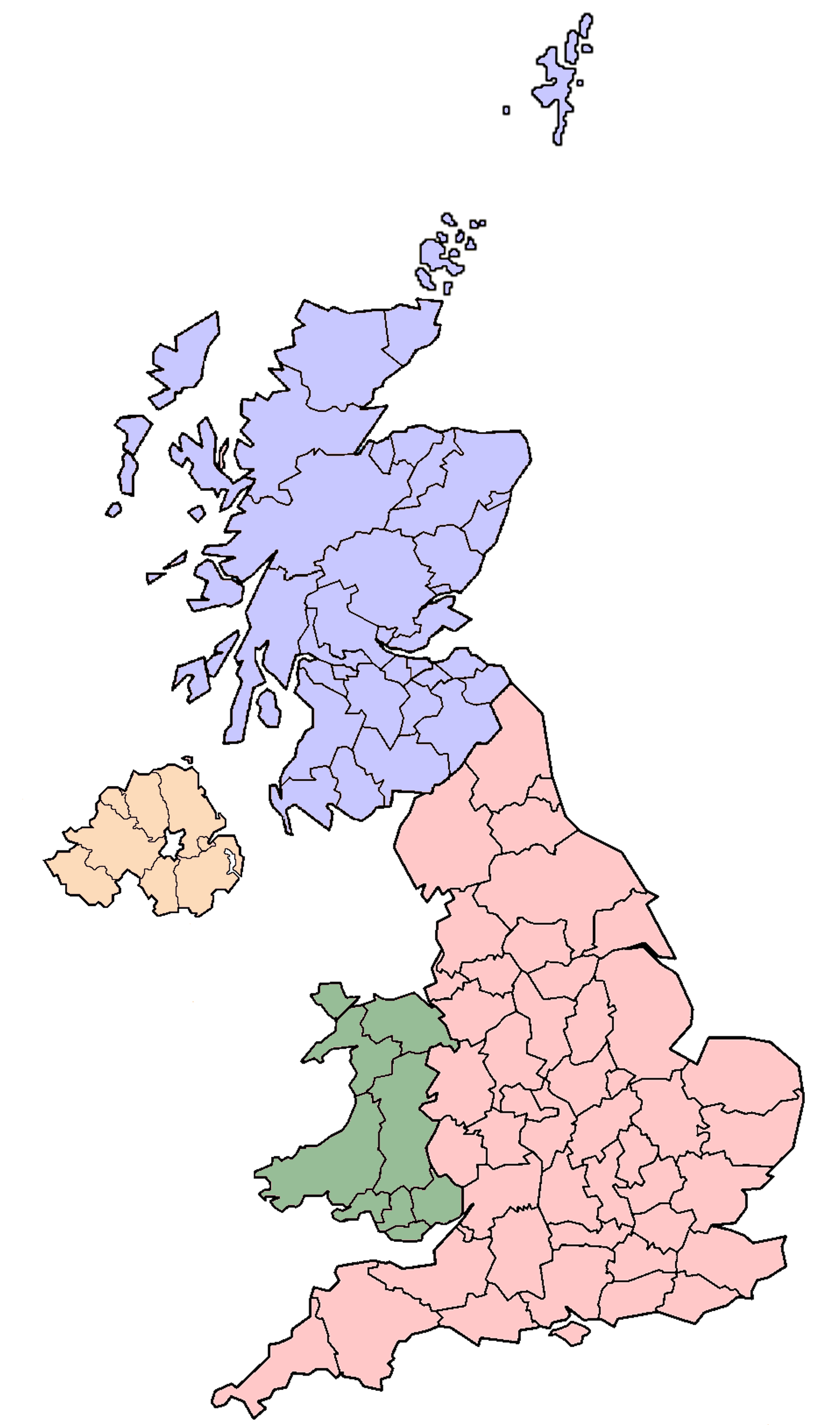
لا يوجد مستوى موحد للوحدات الإدارية يشمل المملكة المتحدة. هذه الخريطة تظهر المقاطعات التقليدية أو المقاطعات التشريفية (مناطق تحكم بواسطة لورد نائب غير منتخب).

التقسيمات الإدارية الجغرافية في المملكة المتحدة معقدة ومتعددة الطبقات وغير موحدة. المملكة المتحدة تقع في شمال غرب القارة الأوروبية وتتكون من إنجلترا، اسكتلندا، ويلز وايرلندا الشمالية بالإضافة إلى مناطق ما وراء البحار ويبلغ عددها 14 منطقة (سابقاً تسمى مستعمرة). للحكومة المحلية في إنجلترا وأيرلندا الشمالية واسكتلندا نظام وتقسيم إدارية جغرافي خاص بها. نتيجة لذلك لا يوجد مستوى موحد للوحدات الإدارية يشمل المملكة المتحدة.  
تم استخدام العديد من المصطلحات لوصف أجزاء المملكة المتحدة بسبب أنه لا يوجد وثيقة مكتوبة موحدة تحوي الدستور البريطاني (الدستوري البريطاني يكون من عدة وثائق) وبسبب التاريخ المعقدة للمعلومات في المملكة المتحدة (عدة اتحادات وانفصال للمماليك). لذلك يطلق أحياناً عليها الأربع دول للمملكة المتحدة. وأحياناً تسمى أمم الوطن للجمع بينها. هذا التقسيم لأربع دول مهم لأغراض قانونية وحكومية.ولا يمكن مقارنة هذا التقسيم بالتقسيمات الإدارية لباقي دول العالم. 
تاريخياً كانت أجزاء المملكة المتحدة تسمى مقاطعات (County)  وإبريشيات إكليركية (ecclesiastical parish)  وبعد ظهور برلمان موحد للملكة المتحدة ظهرت أسماء لأجزاء المملكة المتحدة مثل القسم (Ward) ودائرة انتخابية (Constituency). وتشمل التقسيمات المعاصرة بالإضافة إلى المناطق اللوتانيتية (Lieutenancy areas) والمناطق الإحصائية التي تم تحديدها بواسطة مديرية الإحصاء لمفوضية الاتحاد الأوروبي NUTS:UK ونظام الأيزو 3166-2:GB.

## التاريخ
هذا الهيكل أنشأ بواسطة أتحاد الدول ذات السيادة وهي مملكة إنجلترا (وتشمل إمارة ويلز Wales)  ومملكة اسكتلندا شرعت بواسطة اتفاقية الاتحاد لعام 1707 لتشكل مملكة بريطانيا العظمى (1707 إلى 1800) وتبعها اتفاقية الاتحاد لعام 1800 والتي بموجبها اتحدت بريطانيا العظمى مع مملكة أيرلندا لتشكل المملكة المتحدة لبريطانيا العظمى وأيرلندا. استقلال الدولة الحرة الإيرلندية في عام 1922 وانفصال أيرلندا جعلها تتحول إلى المملكة المتحدة لبريطانيا العظمى وأيرلندا الشمالية.
دستور رادلان (Statute of Rhuddlan) قيد القانون الويلزي ولكن لم يبطله وتبعده الحملة الإدواردية Edwardian conquest في عام 1282. ثم تم شمل ويلز في نظام القانون الإنجليزي بواسطة القوانين في ويلز قوانين 1535–1542 ونتيجة لذلك تم معاملة إنجلترا وويلز كوحدة واحدة في بعض الأغراض. اسكتلندا وأيرلندا لديها قانون خاص بهم.
أيرلندا الشمالية كانت أول جزء من أجزاء المملكة المتحدة ينال على حكومة خاصة به تحت قانون «قانون حكومة أيرلندا 1920» حتى تم إيقاف برلمان أيرلندا الشمالية في عام 1972. بعد فترة من الحكم المباشر بوساطة حكومة المملكة المتحدة وبعد محاولات خافقة لاسترجاع الحكومة الخاصة خلال فترة أطلق عليها المشاكل (Troubles) تم إنشاء مجلس أيرلندا الشمالية في عام 1998. وحالياً يعمل به بعد عدد من التوقفات. التاريخ المعقد لأيرلندا الشمالية قاد إلى وجهات نظر متابينه لوضعه السياسي. استخدم مصطلح «محافظة» (Province) كثيرا بواسطة الاتحاديين والمراقبين البريطانيين للإشارة لأيرلندا الشمالية على العكس من الوطنيين الإيرلنديين.

الجزر البريطانية بأشكال فن

## الحكومة المحلية

### إنجلترا
لا يوحد حكومة مخصصة لإنجلترا ولا يوجد مشرع وطني مستقل لها.
أعلى مستوى للتقسيمات الإدارية في إنجلترا هو 9 مناطق (Region). منطقة لندن والمعروفة باسم لندن العظمى تقسم إلى مدينة لندن بالإضافة إلى 32 ضاحية بورو (boroughs) وتدار بواسطة سلطة لندن العظمى (Greater London Authority) ومجلس منتخب بانتخابات مباشرة يسمى مجلس لندن (London Assembly). المناطق الأخرى تتنوع بين مقاطعات حضرية (metropolitan counties) وغير حضرية  (non-metropolitan counties) و سلطات وحدوية (unitary authorities). وتقسم المقاطعات إلى ضواحي (Districts) قد تكون تكون هذه الضواحي مدينة (City) أو بورو (boroughs) أو بورو ملكي ( royal boroughs)  أو بورو حضري (metropolitan boroughs)  أو ضاحية (districts). السلطة الوحدوية تقوم بوظائف المقاطعة والضاحية معاً.
تحت مستوى الضاحية توجد إبريشيات مدنية (Civil Parish) على الرغم من أنها غير موحدة. ويوجد مجلس الأبريشية أو مجلس البلدة للقرى والبلدات الصغيرة. ولا توجد هذه المجالس للتجمعات الحضرية أي أنها لا توجد في لندن العظمى.
غالباً تقسم إنجلترا إلى مقاطعات تشريفية (Ceremonial counties) غير إدارية وهي تعكس تقريبا المقاطعات التشريفية (traditional counties) أو مقاطعات تقليدية. كل مقاطعة تشريفية يعين عليها لورد نائب (Lord Lieutenant) يمثل الملكية للمقاطعة.

### أيرلندا الشمالية
في أيرلندا الشمالية تم إنشاء مجلس أيرلندا الشمالية (Northern Ireland Assembly) وتنفيذية أيرلندا الشمالية (Northern Ireland Executive) بواسطة اتفاقية الجمعة العظيمة. خلال فترة فترة إيقاف المؤسسات المفوضة كانت تدار الحكومة التنفيذية في أيرلندا الشمالية مباشرة بواسطة وزير الدولة لشؤون أيرلندا الشمالية وتصنع القوانين من برلمان المملكة المتحدة بما يعرف بالحكم المباشر (Direct Rule)  على النقيض من التفويض (devolution).
للحكومة المحلية قسمت أيرلندا الشمالية إلى 11 ضاحية وهي سلطات وحدوية.
قسمت أيرلندا إلى 6 مقاطعات تاريخية (traditional counties). وعلى الرغم من استخدامها الواسع إلا أنها لا تستخدم لأغراض إدارية كما كان سابقاً.

### اسكتلندا
اسكتلندا لها تشريعها الخاص ممثل بواسطة البرلمان الإسكتلندي ولها حكومة خاصة تعرف باسم الحكومة الإسكتلندية منذ عام 1999.
وتقسم اسكتلندا إلى 32 منطقة وهذه المناطق سلطات وحدوية تعرف بأسم مجلس المنطقة  (council area).تحت هذا المستوى من التقسيم الإداري يوجد العديد من المستويات للجنان المناطق (لجنة المنطقة - area committee) في خاصة في مجالس المناطق الريفية الكبيرة، كما يوجد الكثير من مجلس المنطقة موزعة على كافة اسكتلندا، على الرغم من أنها غير معممة. مجالس المجتمع الأسكوتلندية في الكثير من الأحيان سلطتها لا تتجاوز تشيكل رأي معين لقضية ما. 

### ويلز
إمارة ويلز يوجد بها مجلس منتخب خاص يسمى المجلس الوطني لويلز (National Assembly for Wales) ويتم من خلاله تشكيل الحكومة الويلزية.في التقسيم الإدنى لويلز يوجد 22 سلطة وحدوية موزعة كالآتي: 10 بورو (county boroughs) و9 مقاطعات (Counties) و3 مدن. تحت هذه التقسيمات يأتي مجالس المجتمع مشابهة بقوتها السلطوية مجالس الإبريشيات في إنجلترا.
تنقسم ويلز إلى مقاطعات محمية مفردها مقاطعة محمية (preserved county) وتستخدم فقط للأغراض التشريفية. وهي أنشأت للاستخدام الإداري خلال الفترة من 1974 إلى 1996 وحالياً لا تملك أي سلطة إدارية.

### أقاليم ما وراء البحار
المملكة المتحدة لديها 14 منطقة ما وراء البحار (British overseas territories) منتشرة حول العالم. معظمها لديه سلطة تشريعية خاصة ودرجة من الاستقلالية تتعدى في الغالب صلاحيات الأقسام الموجودة في بريطانيا وتشمل هذه الاستقلالية ميزانية مستقلة.

## التمثيل الديموغرافي

### البرلمانات
بالمصطلح المستخدم في برلمان المملكة المتحدة تسمى المناطق الانتخابية بالدوائر الانتخابية (constituencies) لاختيار عضو برلمان واحد لتمثيل المنطقة في مجلس العموم البريطاني (House of Commons of the United Kingdom). توجد دوائر انتخابية أيضاً لبرلمان اسكتلندا وبرلمان ويلز وبرلمان أيرلندا الشمالية.

### الحكومة المحلية
الأجنحة الانتخابية (Electoral Ward) والأقسام الانتخابية (Electoral Division) في المملكة المتحدة تسمى الضواحي الانتخابية (Electoral District) على المستوى الاتحادي للمملكة، ويمثلها مستشار أو أكثر لمستوى السلطات المحلية وهي الوحدة الرئيسية لنظام التوزيع الانتخابي البريطاني.

## أقسام اعتبارية
توجد أقسام اعتبارية بعضها له قيمة تاريخية وبعضها قيمة إخبارية وبعضها له غرض معين. مثال على ذلك مرتفعات اسكتلندا (Highlands of Scotland) وكان لها إلى حد ما حدود محددة. ومثال أخر على ذلك شريط ركاب لندن (London commuter belt) والذي لم يكن له حدود محددة. مثال أخر هو أقليم سنودونيا (Snowdonia) وكان له حدود معينه إلى حد ما. وكذلك الحديقة الوطنية (National Park) والفينز (The Fens).

## تقسيم دولي (للإحصاء)
مديرية الإحصاء لمفوضية الاتحاد الأوروبي (يوروستات Eurostat) والمنظمة الدولية للمعايير (أيزو International Organization for Standardization) عينت كود خاص للمملكة المتحدة أنظر (NUTS:UK) و (ISO 3166-2:GB).

## مناطق غير مستقلة ومناطق ما وراء البحار
المملكة المتحدة لديها 14 منطقة ما وراء البحار (British overseas territories) منتشرة حول العالم.على العكس من القوة الاستعمارية السابقة لا تصنف الحكومة البريطانية على أنها مستعمرات تابعة لها وتعامل هذه المناطق حسب القانون كل منطقة بصلاحيات مختلفة. معظمها لديه سلطة تشريعية خاصة ودرجة من الاستقلالية تتعدى في الغالب صلاحيات الأقسام الموجودة في بريطانيا وتشمل هذه الاستقلالية ميزانية مستقلة.
ومع ذلك، المملكة المتحدة تحفظ درجات مختلفة من المسؤولية تجاه هذه المناطق تتفاوت من تحكم سياسي كامل على المنطقة إلى وجود صوري لا يتمثل إلا في التشريفيات. ولا يشمل هذا التفاوت المسؤوليات الرئيسية للمملكة المتحدة تجاه هذه المناطق والتي تنحصر في الدبلوماسية (السياسة الخارجية) والحدود الدولية والأمن والدفاع. كما من المسؤوليات الرئيسية تجاه هذه المناطق أن تحافظ على ما يسمى بالحكومة الجيدة (good governance) كما حصل في جزر توركس وكايكوس حينما تم إبطال الدستور بعد أن عرف بأنه دستور فضفاض ويعزز الحكم الفردي المباشر تبعه اتهامات بالفساد. برلمان المملكة المتحدة في ويستمينستر والحكومة البريطانية من خلال مجلس بيرفي (Privy Council) يحتفظون بالسلطة للتشريع لمناطق ما وراء البحار بعد موافقة الحكومة المحلية.
ثلاثة تابعة للتاج البريطاني في منطقة الجزر البريطانية تحكم ذاتياً ويتم تميزها من مناطق ما وراء البحار وهي جزر مان في البحر الأيرلندي وجزيرة جيرزي وجزيرة غيرنزي.

## روابط خارجية
- قائمة بالسلطات المحلية للمملكة المتحدة
- دليل المبتدئ للتوزيع الجغرافي الإداري للمملكة المتحدة